# Риба Макинтайър
Риба Макинтайър (на английски: Reba Nell McEntire) е американска кънтри певица, авторка на песни, продуцентка и актриса.
Продала е над 85 милиона копия на своите албуми по целия свят, което я нарежда сред най-известните кънтри изпълнители.
Кариерата ѝ започва още в гимназията, в местното радио заедно със своите братя и сестра. Първият ѝ соло албум излиза през 1977 г., а вторият през 1984 г. През 1990 г. участва във филма „Трепети“, а след това и в много други. Има звезда на Холивудската алея на славата.